# Klein Thiershausen
Die Wüstung Klein Thiershausen (auch nur Thiershausen) befindet sich in der Gemarkung der Gemeinde Gieboldehausen im Landkreis Göttingen in Niedersachsen.

## Lage
Klein Thiershausen befindet sich am nördlichen Rand des Eichsfeldes knapp zwei Kilometer nordwestlich von Gieboldehausen und drei Kilometer südwestlich von Hattorf am Harz. Die Gemarkung des ehemaligen Ortes liegt zwischen der Rhume, deren rechtsseitigem Zufluss Süttenbach, dem Höhenzug des Rotenberges und Gieboldehausen. Eine kleine Erhebung östlich des Wüstungsortes heißt noch heute Thiershäuser Berg (etwa 210 m Höhe). Die Bundesstraße 247 zwischen Gieboldehausen und Bilshausen und die ehemalige Bahnstrecke Leinefelde–Wulften durchschneiden das Gebiet des Ortes.

## Geschichte der Wüstung
Eine erste schriftliche Erwähnung für den Ort Titereshusun gibt es für das Jahr 995. Weitere Erwähnungen für die Jahre 1256 und 1259 lassen sich nicht eindeutig diesem Ort zuordnen. 1382 wird ein Hermann von Grone in Zusammenhang mit dem Zehnten in Tidershusen genannt.
Wann der Ort aufgegeben wurde, ist nicht bekannt, im Jahr 1516 wird ein Tygershusen als „villa desolata“ bezeichnet. Um 1600/1618 ist die Wüstung im Amt Gieboldehausen zwischen den Braunschweigischen Wüstungen „Roitshausen und Elbungen“ erwähnt sowie 1592/1602 beim Anspruch von Braunschweigs um Holzlieferungen aus der Wüstung Diedershusen. Im Kleinthiershausischen Holz am Rotenberge wurde die Grenze gegen Braunschweig und zum Gieboldehhäuser Feld vermahlsteint. Bis ins 18. Jahrhundert werden zu Thiershausen gehörende Flurstücke in Urkunden genannt.
Die Feldflur des ehemaligen Dorfes erstreckte sich zwischen der Rhume im Südwesten, den damaligen braunschweigischen Wüstungen Roitshausen im Nordwesten und Elbingen im Südosten sowie dem Rotenberg im Nordosten. Ein Flurstück zwischen den Wüstungen Thiershausen und Roitshausen hieß noch lange der Kirchhof.

## Namensherkunft
Zum Grundwort –hausen kommt wohl ein Personenname.  Zur Unterscheidung des hiesigen Ortes vom nördlich von Renshausen gelegenen (Groß) Thiershausen waren erst in späterer Zeit die Namenszusätze Klein bzw. Groß Thiershausen gebräuchlich.